# Caloscia

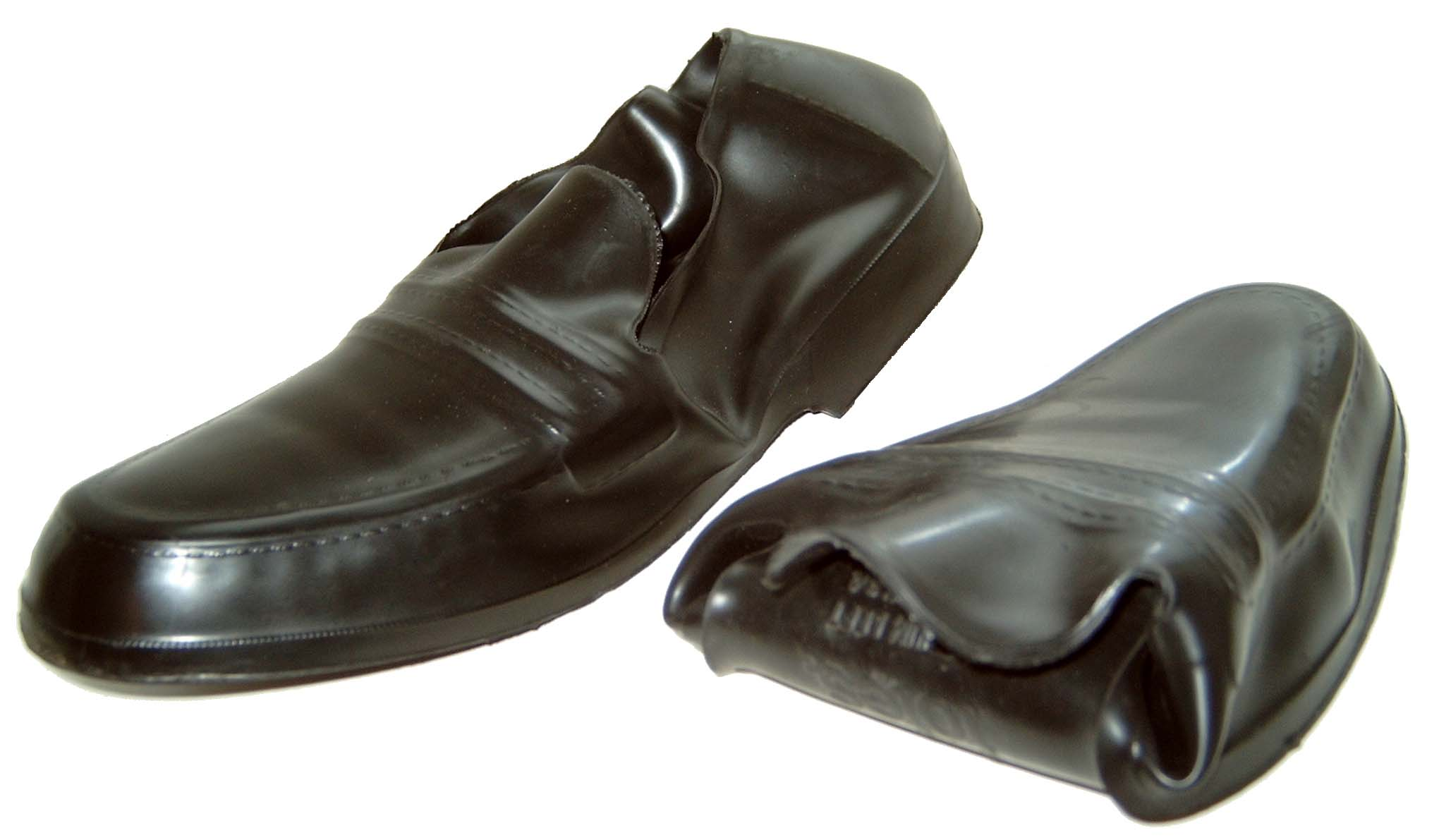
Galosce a forma di scarpa

Le calosce o galosce, dal francese galoche, sono protezioni in gomma da indossare sopra le calzature per proteggerle da acqua o fango, con l'intento di mantenere i piedi asciutti. Sono realizzate in gomma o plastica e possono essere fatte a forma di stivale oppure di scarpa.

## Tradizione veneta
I contadini della pianura veneta portavano galosce, chiamate nella zona padovana "sgàlmare", con le suole in legno e le tomaie in cuoio simili a scarponi. Perché la suola non si consumasse venivano borchiate con particolari brocche.